# Xian de Sihong
Le xian de Sihong (泗洪县 ; pinyin : Sìhóng Xiàn) est un district administratif de la province du Jiangsu en Chine. Il est placé sous la juridiction de la ville-préfecture de Suqian.

## Démographie
La population du district était de 999 522 habitants en 1999.